# Acolastus furthi
Acolastus furthi is een keversoort uit de familie bladkevers (Chrysomelidae). De wetenschappelijke naam van de soort werd in 1994 gepubliceerd door Lopatin in Lopatin & Konstantinov.